# Frank Camacho
Franklin Beldad Camacho (Agaña, Guam, Estados Unidos; 18 de mayo de 1989) es un artista marcial mixto chamorro que compite en la división de peso ligero. 

## Primeros años
Camacho nació en Guam, hijo de Marcia y Francisco Muña Camacho. Se crio en Saipán, Islas Marianas del Norte, donde todavía reside. Comenzó a jugar al golf a una edad temprana con la esperanza de competir profesionalmente algún día. Sin embargo, trasladó su atención a las artes marciales mixtas (MMA) para perder algo de peso y ponerse en forma. En 2004, comenzó a entrenar en MMA cuando era adolescente, bajo la supervisión de Tetsuji Kato y Cuki Alvarez de Trench Tech Purebred en Saipán. Compitió en su primera pelea profesional un año después.
Camacho fue campeón mundial de jiu-jitsu brasileño cinturón azul en 2010 y medallista de oro en lucha libre en los Juegos de Micronesia de 2006.

## Carrera de artes marciales mixtas

### Ultimate Fighting Championship
Cuatro años después de su aparición en TUF 16, Camacho recibió la oportunidad de competir en UFC, reemplazando al lesionado Jonathan Meunier. El 17 de junio de 2017, Camacho debutaría en una pelea contra Li Jingliang durante UFC Fight Night 111, la cual perdió por decisión unánime aunque obtuvo su primer premio de bonificación.
Camacho se enfrentó a Damien Brown en una pelea de peso ligero durante UFC Fight Night 121 el 19 de noviembre de 2017. Camacho pesó 160 libras durante el pesaje, lo que lo hizo cuatro libras por encima del límite superior de peso ligero de 156 libras. La pelea se llevó a cabo como un peso acordado y perdió el 30% de su bolsa ante Brown. Ganó la pelea por decisión dividida. Esta victoria le valió su segundo premio de bonificación de Pelea de la Noche. Camacho recurrió a Twitter después de la pelea y le pidió al presidente de UFC, Dana White, que le diera su premio de bonificación de $50,000 a Brown. Camacho creía que no era elegible para el premio porque no cumplía con el requisito de peso para la división.
Camacho se enfrentó a Drew Dober el 27 de enero de 2018 en UFC on Fox 27. Perdió la pelea por decisión unánime. Esta pelea le valió su tercer premio de bonificación a la Pelea de la Noche en la misma cantidad de peleas.
Camacho se enfrentó a Geoff Neal el 8 de septiembre de 2018 en UFC 228. Perdió la pelea por nocaut.
Camacho se enfrentó a Nick Hein en una pelea de peso ligero el 1 de junio de 2019 en UFC Fight Night 153. Ganó la pelea por nocaut técnico en el segundo asalto.
Camacho se enfrentó a Beneil Dariush el 26 de octubre de 2019 en UFC Fight Night 162. Perdió la pelea por sumisión en el primer asalto.
Camacho fue anunciado como un reemplazo de última hora para enfrentar a Alan Patrick el 25 de abril de 2020. Sin embargo, el 9 de abril, Dana White anunció que este evento se pospuso para una fecha futura. Luego, Camacho estaba programado para enfrentar a Matt Frevola el 20 de junio en UFC on ESPN 11. Sin embargo, días antes se reveló que Frevola fue retirado de la pelea después de que uno de sus esquineros dio positivo por COVID-19. En cambio, Camacho se enfrentó a Justin Jaynes en el evento. En el pesaje del 19 de junio, Camacho no dio el peso al llegar a 158 libras, dos libras por encima del límite de peso ligero sin título de 156 libras. La pelea se llevó a cabo como un peso acordado y Camacho fue multado con el 20% de su bolsa. Camacho fue derrotado por nocaut técnico en el primer asalto.
Camacho tenía previsto enfrentarse a Brok Weaver el 12 de septiembre de 2020 en UFC Fight Night 177. Sin embargo, Camacho fue retirado de la pelea durante la semana previa después de dar positivo por COVID-19; Weaver en su lugar se enfrentó a Jalin Turner.
Camacho estaba programado para enfrentar a Matt Frevola el 12 de junio de 2021 en UFC 263. Sin embargo, Camacho se retiró de la pelea durante la semana previa después de verse involucrado en un accidente de tránsito en California, que lo dejó con lesiones que no pusieron en peligro su vida en la espalda y el cuello. A su vez, Frevola se enfrentó a Terrance McKinney.
Camacho se enfrentó a Manuel Torres el 14 de mayo de 2022 en UFC on ESPN 36. Perdió la pelea por nocaut técnico en el segundo asalto.
El 8 de junio de 2022 se confirmó que Camacho fue liberado de su contrato con la promoción.

## Récord en artes marciales mixtas
| Récord profesional | Récord profesional | Récord profesional |
| 32 peleas          | 22 victorias       | 10 derrotas        |
| ------------------ | ------------------ | ------------------ |
| Nocaut             | 17                 | 6                  |
| Sumisión           | 2                  | 2                  |
| Decisión           | 3                  | 2                  |